# (31907) Wongsumming
2000 GR44 (asteroide 31907) é um asteroide da cintura principal. Possui uma excentricidade de 0.12169920 e uma inclinação de 1.87549º.
Este asteroide foi descoberto no dia 5 de abril de 2000 por LINEAR em Socorro.